# روي كينتاوت
روي كينتاوت (بالفرنسية: Roy Contout)‏ (مواليد 11 فبراير 1985 في كايين - فرنسا) لاعب كرة قدم فرنسي يلعب حاليا لصالح نادي الدرجة الأولى أوكسير الفرنسي منذ 2009 في مركز المهاجم .

## روابط خارجية
- روي كينتاوت على موقع رابطة كرة القدم الفرنسية للمحترفين (الإنجليزية)
- روي كينتاوت على موقع قاعدة بيانات كرة القدم.إي يو (الإنجليزية)
- روي كينتاوت على موقع ناشيونال فوتبول تيمز (الإنجليزية)
- روي كينتاوت على موقع Soccerway.com (الإنجليزية)
- روي كينتاوت على موقع كووورة
- روي كينتاوت على موقع AS.com (الإسبانية)